# Symphonie no 45 de Joseph Haydn
« les Adieux »
La Symphonie no 45 en fa # mineur (« les Adieux ») Hob. I: 45, est une symphonie du compositeur autrichien Joseph Haydn. Créée à la fin de 1772, elle a la particularité d'être la seule symphonie du XVIIIe siècle dans cette tonalité.

## Histoire
Elle est écrite pour le patron de Haydn, le Prince Nicolas Esterházy, lors de son séjour au palais d'été d'Esterházy à Fertőd, accompagné par Haydn et l'orchestre de la cour. Ce séjour dut être un peu plus long que prévu, et la plupart des musiciens avaient été longtemps absents de leur foyer à Eisenstadt. Ainsi, au cours du dernier mouvement de la symphonie, Haydn suggère subtilement au prince qu'il devrait peut-être permettre aux musiciens de rentrer à la maison : lors de l'adagio, chaque musicien, l'un après l'autre, s'arrête de jouer, souffle la chandelle de son pupitre et quitte la salle. À la fin du mouvement, deux violons jouant con sordini restent sur scène : Haydn lui-même et le Konzertmeister (premier violon), Luigi Tomasini. Esterházy semble avoir compris le message : la cour retourne à Eisenstadt le lendemain !
Le premier mouvement de la Symphonie no 85 contient une référence à cette symphonie.

## Orchestration
L'orchestre est composé de :
| Instrumentation de la symphonie no 45 |
| Cordes |
| Premiers violons, seconds violons, altos, violoncelles et contrebasses, dans l'adagio final : 4 parties de violon.                        |
| Bois |
| 2 hautbois, 1 basson |
| Cuivres |
| 2 cors (un cor en la, un cor en mi dans le 1er et le 4e mouvement, 2 cors en la dans le 2e mouvement 2 cors en fa # dans le 3e mouvement) |

## Analyse de l'œuvre

### Allegro assai
Allegro assai, à 
, en fa # mineur, sections répétées deux fois : mesures 1 à 72, mesures 73 à 209
Introduction de l'Allegro assai :
La lecture audio n'est pas prise en charge dans votre navigateur. Vous pouvez télécharger le fichier audio.
Thème secondaire (mesure 108) :
La lecture audio n'est pas prise en charge dans votre navigateur. Vous pouvez télécharger le fichier audio.

### Adagio
Adagio, à 
, en la majeur, sections répétées 2 fois : mesures 1 à 76, mesures 77 à 189
Introduction de l'Adagio :
La lecture audio n'est pas prise en charge dans votre navigateur. Vous pouvez télécharger le fichier audio.

### Menuet
Menuet (Allegretto), à 
, en fa # majeur
Première reprise du Menuet (Allegretto) :
La lecture audio n'est pas prise en charge dans votre navigateur. Vous pouvez télécharger le fichier audio.

### Presto-Adagio
Le mouvement se compose de 2 parties
1. Presto, à , en fa # mineur, section répétée 2 fois : mesures 1 à 56, 150 mesures
2. Adagio, à 
, en la majeur, puis en fa # majeur à partir de la mesure 68

Dans l'Adagio, les instruments s'arrêtent progressivement de jouer :
- le hautbois I et le cor II à la mesure 31
- le basson à la mesure 47
- le hautbois II à la mesure 54
- le cor I à la mesure 55
- le violoncelle à la mesure 77
- les violons III et IV à la mesure 85
- l'alto à la mesure 93
- restent les violons I et II qui jouent (avec sourdines) jusqu'à la mesure 107.

Introduction du Presto :
La lecture audio n'est pas prise en charge dans votre navigateur. Vous pouvez télécharger le fichier audio.
Introduction de l'Adagio :
La lecture audio n'est pas prise en charge dans votre navigateur. Vous pouvez télécharger le fichier audio.
Fin de l'Adagio (mesures 74 à 107, avec l'arrêt progressif du Vc, des V3 et V4 puis de l'A) :
La lecture audio n'est pas prise en charge dans votre navigateur. Vous pouvez télécharger le fichier audio.

## Postérité
En 2009, année du 200e anniversaire de la mort du compositeur, le 4e mouvement est interprété au concert du nouvel an à Vienne, sous la direction de Daniel Barenboim. C'est la seule fois où une œuvre de Haydn est entendue lors de ce traditionnel concert.